# District de Bremgarten
Le district de Bremgarten est un district du canton d'Argovie.
Le district compte 22 communes pour une superficie de 117,46 km2 et une population de 81 428 habitants (en 2022).

## Communes
| Nom                        | N° OFS | Population (décembre 2022) |
| -------------------------- | ------ | -------------------------- |
| Arni                       | 4061   | +001 886,                  |
| Berikon                    | 4062   | +004 880,                  |
| Bremgarten                 | 4063   | +008 705,                  |
| Büttikon                   | 4064   | +001 111,                  |
| Dottikon                   | 4065   | +004 085,                  |
| Eggenwil                   | 4066   | +001 038,                  |
| Fischbach-Göslikon         | 4067   | +001 714,                  |
| Hägglingen                 | 4068   | +002 454,                  |
| Islisberg                  | 4084   | +000694,                   |
| Jonen                      | 4071   | +002 316,                  |
| Niederwil                  | 4072   | +003 005,                  |
| Oberlunkhofen              | 4073   | +002 096,                  |
| Oberwil-Lieli              | 4074   | +002 586,                  |
| Rudolfstetten-Friedlisberg | 4075   | +004 618,                  |
| Sarmenstorf                | 4076   | +003 066,                  |
| Tägerig                    | 4077   | +001 527,                  |
| Uezwil                     | 4078   | +000503,                   |
| Unterlunkhofen             | 4079   | +001 552,                  |
| Villmergen                 | 4080   | +007 869,                  |
| Widen                      | 4081   | +003 877,                  |
| Wohlen                     | 4082   | +017 133,                  |
| Zufikon                    | 4083   | +004 713,                  |
| Total                      | Total  | +081 428,                  |

Jusqu'au 31 décembre 2013, le district comprenait également la commune de Hermetschwil-Staffeln. Cette dernière a fusionné avec la commune de Bremgarten au 1er janvier 2014.